# 2,4,5,6-Tetra-aminopirimidina
2,4,5,6-Tetra-aminopirimidina é o composto orgânico heterocíclico de fórmula C4H8N6, massa molecular 140,15. É classificado como o número CAS 1004-74-6, CBNumber CB1193352 e MOL File 1004-74-6.mol. É também chamado de pirimidinatetramina, pirimidina-tetra-amina, pirini-dinatetramina ou 2,4,5,6-pirimidinatetraamina. É um composto comercializado normalmente na forma de sal sulfato sob forma de monoidratado, de fórmula C4H8N6·H2SO4, massa molecular 238,23. Esse sal é classificado com o número CAS 5392-28-9, número EC 226-393-0, número MDL MFCD00012786 e PubChem Substance ID 24900170. Apresenta ponto de fusão acima de >300 °C(lit.). Possui os mesmos usos do 2,5-diamino-hidroxietilbenzeno